# Colonia Peña
Colonia Peña es una localidad ubicada en la jurisdicción del centro rural de población de San Ramón en el distrito Mandisoví del departamento Federación en la provincia de Entre Ríos, República Argentina. Se encuentra sobre la Ruta Provincial 5, que la comunica al nordeste con Chajarí y al oeste con Federal, y cerca del arroyo Mandisoví Chico.
La población de la localidad, es decir sin considerar el área rural, era de 103 en 2001 y no fue considerada localidad en el censo de 1991.
La junta de gobierno de San Ramón fue creada por decreto n.º 3420/1986 MGJE del 11 de agosto de 1986 y sus límites jurisdiccionales fueron establecidos por decreto n.º 5905/1998 MGJE del 17 de diciembre de 1998 y ampliados por decreto n.º 2372/2002 MGJ del 19 de junio de 2002 comprendiendo parte de los distritos Mandisoví, Gualeguaycito y Atencio al Este.